# Colla lilacina
Colla lilacina är en fjärilsart som beskrevs av Paul Dognin 1916. Colla lilacina ingår i släktet Colla och familjen silkesspinnare. Inga underarter finns listade i Catalogue of Life.